# María Téllez de Meneses

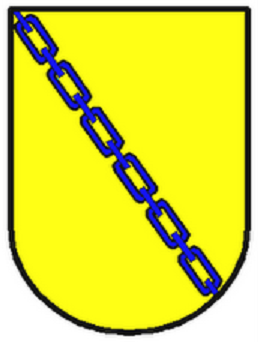
Escudo de la familia Téllez de Meneses.

María Téllez de Meneses, llamada "la Raposa", fue una noble española, titular del señorío de Villasís.

## Orígenes familiares
María Téllez de Meneses era hija de Ruy González de Meneses, hijo de Gonzalo Ibáñez de Meneses (también referido como Anes, Yañez e Ivañez) y de Urraca Fernández de Limia, hija de Fernando Yáñez de Limia y de Teresa Eanes de Maia. Su madre fue María Núñez Daza, hija de Nuño Gil de Aza y Aldonza Rodríguez de Saldaña.

## Matrimonio y descendencia
Fue esposa de Gonzalo Ruiz Girón, de quien tuvo a los siguientes hijos:
- Alfonso Téllez Girón, «la más ilustre víctima de la cruel matanza de Toro, hecha por el rey don Pedro en 6 de enero de 1356 entre los partidarios de su legítima esposa doña Blanca,[3] con quien querían que viviese.».[4]
- Juan Alonso Girón, casado con Urraca Galina.[1] De él descienden los duques de Osuna.[b] A mediados del siglo XIV, según el Becerro de las Behetrías, San Román de la Cuba era behetría de Juan Alonso Girón.
- Fernando Rodríguez Girón.

Estos hijos aparecen citados por Pedro López de Ayala en sus crónicas. En 1353, acompañan hacia Toledo al valido de Pedro I de Castilla, Juan Alfonso de Alburquerque, después de que el rey abandone, a los dos días de celebrarse su matrimonio, a Blanca de Borbón:

Segundo o conselho que havemos dito que Dom Juan Alfonso e Dom Juan Nuñez, Mestre de Calatrava, tiveram com as Rainhas Dona Maria, Dona Blanca e Dona Leonor, partiu logo de Valladolid o dito Dom Juan Alfonso, e iam com ele mil e quinhentos a cavalo e em mulas.

E os Cavaleiros delRei que iam com Dom Juan Alfonso eram estes: Juan Rodriguez de Cisneros  (1), Juan Rodriguez de Sandoval , Alvar Rodriguez Daza , Lope Rodriguez de Villalobos , Ferrand Ruiz Girón, Alfonso Tellez Girón  e Juan Alfonso Girón, Dom Alvar Perez de Castro, irmão de Dom Ferrando de Castro, Dom Garci Ferrandez Manrique. Cfr. López de Ayala (1780), Tomo I, p. 99

Posteriormente, en 1354, y según el mismo cronista formaban parte del séquito de cincuenta caballeros que acompañaban al rey Pedro en Tejadillo, figurando en el bando opuesto al de Blanca de Borbón y Enrique de Trastámara.
López de Ayala indica que finalmente Fernando Rodríguez Girón y su hermano Alonso Téllez pierden la vida en Toro, si bien en ese momento están en bandos distintos:

E saliendo de allí, entró en la villa de Medina del Canpo e fizo matar en su palaçio a Pero Ruiz de Villegas, Adelantado Mayor de Castilla, e a Sancho Ruiz de Rojas e a Martín Núñez de Aranda. Fizo prender a Juan Rodríguez de Çisneros e Asuer Pérez de Quiñones e puestos en Castroxeriz. E después d'esto salió de Medina e fue para Toro, donde estavan alçados la Reina, su madre, e el conde don Enrique e otros muchos cavalleros, e pelearon con ellos los del Rey a las barreras; e morió allí de la parte del rey Ferrand Ruiz Girón. E porqu'el Rey no quiso dar la su tierra, Alonso Téllez, su hermano, púsose dentro de la villa con los contrarios con XXX de cavallo. Allí venieron al Rey Juan Ferrández de Inistrosa e don Semuel Neblí, su tesorero, que fueron sueltos de la presión por dineros e rehenes que dieron a la Reina e a don Tello, que los tenían presos desde lo de Toro, commo dicho es. E desde allí partió don Enrique para Talavera porque sopo qu'el Rey se iba a Toledo porqu'el hermano don Fadrique estava en la dicha villa de Talavera.